# Drosophila psilotarsalis
Drosophila psilotarsalis är en tvåvingeart som beskrevs av Elmo Hardy och Kenneth Y. Kaneshiro 1975. Drosophila psilotarsalis ingår i släktet Drosophila och familjen daggflugor.
Artens utbredningsområde är Hawaii.